# Ferdinand Winter
Ferdinand Adolf Winter (* 26. März 1829 in Naumburg (Saale); †  13. April 1888) war ein deutscher Gymnasiallehrer.

## Leben
Winter besuchte bis 1848 das Domgymnasium Naumburg. Er studierte sodann klassische Philologie an der Universität Halle und wurde 1853 mit seiner Dissertation Commentatio de Aristophane poeta deorum gentilium irrisore zum Dr. phil. promoviert. Während der 1850er war er an privat geführten Erziehungseinrichtungen in Leipzig und Dresden tätig. 1860 legte in Halle das Staatsexamen für das höhere Lehramt ab und trat Michaelis 1861 in den preußischen Schuldienst als Lehrer in Wittenberg ein. 1868 wurde er Direktor des Gymnasiums in Burg (bei Magdeburg). Ostern 1873 als Rektor an das Gymnasium Stralsund versetzt. Ein Lungenleiden, dem er schließlich erlag, machte ab 1880 häufigere Kuraufenthalte in Arco erforderlich. Winter veröffentlichte neben einem Elementarlehrbuch der lateinischen Sprache mehrere philologische Aufsätze, die wie seine Antrittsreden als Rektor in den Schulprogrammen der jeweiligen Schulen in Wittenberg, Burg und Stralsund veröffentlicht wurden.

## Werke
- Stoicorum pantheismus et principia doctrinae ethicae quam sint inter se apta et connexa, 1863 (Digitalisat)